# Efter Stormen
Efter Stormen – trzeci album szwedzkiej piosenkarki Marie Fredriksson, wydany 12 października 1987 roku. W 2003 roku została wydana reedycja płyty z dodatkowymi utworami.

## Lista utworów
1. "Längtan (Intro)" – 1:41
2. "Om Du Såg Mej Nu" – 4:20
3. "Efter Stormen" – 4:01
4. "Kärlekens Skuld" – 4:50
5. "Aldrig Som Främlingar" – 4:54
6. "Bara För En Dag" – 4:41
7. "Längtan" – 4:16
8. "Låt Mej Andas" – 4:34
9. "Kaffe Och Tårar" – 4:01
10. "Även Vargar Måste Välja" – 2:45
11. "När Vindarna Vänt" – 4:11
12. "Jag Brände Din Bild" – 4:29